# Famille Awlâd al-'Assâl
Pour les articles homonymes, voir Assal.
La famille Awlâd al-'Assâl (c'est-à-dire en arabe les « enfants de l'apiculteur ») est une riche famille égyptienne appartenant à l'Église copte qui était établie au Caire au XIIIe siècle. Elle eut pendant plusieurs décennies un rôle dirigeant au sein de la communauté copte de la capitale, et elle occupa également de hautes charges à la cour des sultans ayyubides. Les lettrés de cette famille ont produit des œuvres nombreuses et très importantes dans la littérature ancienne de l'Église copte.
La famille état originaire du village de Sadamant dans la province de Beni Souef et s'installa au Caire, où elle se fit bâtir une résidence, à une date indéterminée. Cinq hommes de cette famille (un père et ses quatre fils, les deux aînés d'une première femme et les deux cadets d'une seconde) sont identifiés.  
- Abû al-Faḍl ibn Abī Isḥâq Ibrâhim ibn Abî Sahl Jirjis ibn Abî al-Yusr Yuḥannâ ibn al-'Assâl, le père, surnommé al-Kâtib al-Miṣrî (« le scribe égyptien ») et portant à la cour des Ayyubides le titre de fakhr al-dawla (« titre de gloire de la dynastie ») ;
- Al-Ṣafî Abû al-Faḍa'il ibn al-'Assâl, qui portait le titre de ṣafî al-dawla (« fidèle serviteur de la dynastie ») ;
- Al-As'ad Abû al-Faraj Hibat-Allâh ibn al-'Assâl, frère germain du précédent ;
- Al-Mu'taman Abû Isḥâq Ibrâhim ibn al-'Assâl, demi-frère des deux précédents, portant le titre de mu'taman al-dawla (« serviteur confident de la dynastie ») ;
- Al-Amjad Abû al-Majd ibn al-'Assâl, frère germain du précédent.

Les trois premiers fils sont les écrivains importants de la famille. Le quatrième, al-Amjad, occupa la fonction de secrétaire du Dîwân al-jaish, le bureau des armées, organe essentiel du gouvernement des sultans. La fratrie fleurissait dans le second quart du XIIIe siècle, et on sait par un passage d'un écrit d'al-Mu'taman que ses deux demi-frères al-Ṣafî et al-As'ad moururent avant 1260.
Al-Ṣafî, al-As'ad et al-Mu'taman étaient tous trois des lettrés de très haut niveau, maîtres de la langue arabe et connaissant aussi le copte, le grec et le syriaque. Alors que le copte disparaissait à l'époque de l'usage parlé, ils jouèrent un rôle essentiel dans la préservation de la tradition écrite de cette langue. Al-As'ad et al-Mu'taman, notamment, sont auteurs de lexiques et de grammaires du copte en arabe.
À cette époque, l'Église copte traversait une crise institutionnelle : après la mort du pape Jean VI (1216), le siège primatial fut disputé, et en 1218 un certain Dawud ibn Yuhannâ ibn Laqlaq, grâce à ses connexions avec Ibn al-Miqâṭ, le chef des scribes du sultan al-Adel, obtint un décret de celui-ci le nommant pape, mais une très vive opposition à l'intérieur de l'Église l'empêcha de se faire introniser ; ce ne fut qu'en 1235, après dix-neuf ans de vacance, qu'Ibn Laqlaq put se faire consacrer sous le nom de Cyrille III, après avoir payé une forte somme au sultan ; ensuite, au cours de son pontificat (1235/43), il garnit les sièges épiscopaux qui s'étaient vidés pendant l'interrègne (il restait seulement deux évêques encore en vie) en les vendant aux plus offrants, laissant le souvenir d'un simoniaque ; après sa mort, le trône primatial resta encore vacant pendant sept ans. En 1239, les opposants forcèrent Ibn Laqlaq à tenir un synode, sans doute dans l'église al-Mu'allaqah, pour remédier aux dysfonctionnements de l'Église. Al-Ṣafî fut le secrétaire et l'âme de ce concile ; les prélats assemblés lui confièrent la tâche de constituer ce qui devait rester comme la plus importante compilation du droit canonique ancien de l'Église copte, appelé de son nom al-Majmû' al-Ṣafawî. Sa traduction en guèze est le Fetha Nägäst.
Al-As'ad est notamment l'auteur d'une recension des quatre évangiles en arabe ainsi que d'une introduction aux épîtres de saint Paul. Al-Mu'taman est surtout connu comme l'auteur d'une somme théologique intitulée al-Majmû' Uṣûl al-Dîn wa-Masmû' Maḥṣûl al-Yaqîn. Mais la monumentale contribution des trois frères à la culture copte (al-Ṣafî le canoniste et philosophe, al-As'ad l'exégète et grammairien, al-Mu'taman le théologien et philologue) peut s'apprécier en général par la grande quantité de manuscrits qu'on conserve d'eux : quarante-neuf au seul Musée copte du Caire, et de nombreux autres dans les grandes bibliothèques européennes (notamment à Rome, Florence, Paris, Londres et Oxford) et dans des collections privées. Ils ont également produit de la poésie en langue arabe.

## Éditions
- Jirjis Philutha'us 'Awaḍ (éd.), Al-Majmû' al-Ṣafawî, Le Caire, 1908.
- Samir Khalil Samir (éd.), « L'Apologie de l'Évangile par (al-Safi) Ibn al-Assal », Al-Manârah (Jounieh), vol. 24, 1983, p. 275-286 ; vol. 25, 1984, p. 497-508 ; vol. 26, 1985, p. 407-420 ; vol. 29, 1988, p. 73-86.
- Samir Khalil Samir (éd.), Al-Ṣafî ibn al-Assâl. Brefs chapitres sur la Trinité et l'Incarnation, Patrologia Orientalis, t. 42, fasc. 3, 1985.